# 2017-es Formula–1 osztrák nagydíj
Az osztrák nagydíj volt a 2017-es Formula–1 világbajnokság kilencedik futama, amelyet 2017. július 7. és július 9. között rendeztek meg az osztrák Red Bull Ringen, Spielbergben.

## Választható keverékek
| Abroncs            | Friss | Használt |
| ------------------ | ----- | -------- |
| Lágy keverék       |       |          |
| Szuperlágy keverék |       |          |
| Ultralágy keverék  |       |          |
| Átmeneti esőgumi   |       |          |
| Teljes esőgumi     |       |          |

## Szabadedzések

### Első szabadedzés
Az osztrák nagydíj első szabadedzését július 7-én, pénteken délelőtt tartották.
| helyezés | versenyző          | csapat/motor         | elért idő | különbség | futott kör |
| -------- | ------------------ | -------------------- | --------- | --------- | ---------- |
| 1        | Lewis Hamilton     | Mercedes             | 1:05,975  | −         | 38         |
| 2        | Max Verstappen     | Red Bull-TAG Heuer   | 1:06,165  | +0,190    | 23         |
| 3        | Valtteri Bottas    | Mercedes             | 1:06,345  | +0,370    | 35         |
| 4        | Sebastian Vettel   | Ferrari              | 1:06,424  | +0,449    | 28         |
| 5        | Daniel Ricciardo   | Red Bull-TAG Heuer   | 1:06,620  | +0,645    | 32         |
| 6        | Kimi Räikkönen     | Ferrari              | 1:06,848  | +0,873    | 24         |
| 7        | Stoffel Vandoorne  | McLaren-Honda        | 1:07,283  | +1,308    | 31         |
| 8        | Danyiil Kvjat      | Toro Rosso-Renault   | 1:07,437  | +1,462    | 31         |
| 9        | Fernando Alonso    | McLaren-Honda        | 1:07,510  | +1,535    | 28         |
| 10       | Esteban Ocon       | Force India-Mercedes | 1:07,511  | +1,536    | 39         |
| 11       | Felipe Massa       | Williams-Mercedes    | 1:07,550  | +1,575    | 29         |
| 12       | Kevin Magnussen    | Haas-Ferrari         | 1:07,594  | +1,619    | 30         |
| 13       | Carlos Sainz Jr.   | Toro Rosso-Renault   | 1:07,633  | +1,658    | 32         |
| 14       | Jolyon Palmer      | Renault              | 1:07,649  | +1,674    | 31         |
| 15       | Lance Stroll       | Williams-Mercedes    | 1:08,041  | +2,066    | 35         |
| 16       | Romain Grosjean    | Haas-Ferrari         | 1:08,074  | +2,099    | 20         |
| 17       | Szergej Szirotkin  | Renault              | 1:08,586  | +2,611    | 27         |
| 18       | Alfonso Celis, Jr. | Force India-Mercedes | 1:09,280  | +3,305    | 15         |
| 19       | Pascal Wehrlein    | Sauber-Ferrari       | 1:09,323  | +3,348    | 29         |
| 20       | Marcus Ericsson    | Sauber-Ferrari       | 1:10,853  | +4,878    | 12         |

### Második szabadedzés
Az osztrák nagydíj második szabadedzését július 7-én, pénteken délután tartották.
| helyezés | versenyző         | csapat/motor         | elért idő | különbség | futott kör |
| -------- | ----------------- | -------------------- | --------- | --------- | ---------- |
| 1        | Lewis Hamilton    | Mercedes             | 1:05,483  | −         | 30         |
| 2        | Sebastian Vettel  | Ferrari              | 1:05,630  | +0,147    | 50         |
| 3        | Valtteri Bottas   | Mercedes             | 1:05,699  | +0,216    | 41         |
| 4        | Max Verstappen    | Red Bull-TAG Heuer   | 1:05,832  | +0,349    | 33         |
| 5        | Daniel Ricciardo  | Red Bull-TAG Heuer   | 1:05,873  | +0,390    | 27         |
| 6        | Kimi Räikkönen    | Ferrari              | 1:06,144  | +0,661    | 54         |
| 7        | Kevin Magnussen   | Haas-Ferrari         | 1:06,591  | +1,108    | 43         |
| 8        | Fernando Alonso   | McLaren-Honda        | 1:06,732  | +1,249    | 27         |
| 9        | Nico Hülkenberg   | Renault              | 1:06,735  | +1,252    | 42         |
| 10       | Romain Grosjean   | Haas-Ferrari         | 1:06,763  | +1,280    | 52         |
| 11       | Esteban Ocon      | Force India-Mercedes | 1:06,849  | +1,366    | 50         |
| 12       | Stoffel Vandoorne | McLaren-Honda        | 1:06,859  | +1,376    | 37         |
| 13       | Danyiil Kvjat     | Toro Rosso-Renault   | 1:06,906  | +1,423    | 34         |
| 14       | Felipe Massa      | Williams-Mercedes    | 1:07,065  | +1,582    | 50         |
| 15       | Carlos Sainz Jr.  | Toro Rosso-Renault   | 1:07,100  | +1,617    | 24         |
| 16       | Lance Stroll      | Williams-Mercedes    | 1:07,468  | +1,985    | 46         |
| 17       | Sergio Pérez      | Force India-Mercedes | 1:07,509  | +2,026    | 41         |
| 18       | Jolyon Palmer     | Renault              | 1:07,623  | +2,140    | 7          |
| 19       | Pascal Wehrlein   | Sauber-Ferrari       | 1:08,782  | +3,299    | 49         |
| 20       | Marcus Ericsson   | Sauber-Ferrari       | 1:08,870  | +3,387    | 51         |

### Harmadik szabadedzés
Az osztrák nagydíj harmadik szabadedzését július 8-án, szombaton délelőtt tartották.
| helyezés | versenyző         | csapat/motor         | elért idő | különbség | futott kör |
| -------- | ----------------- | -------------------- | --------- | --------- | ---------- |
| 1        | Sebastian Vettel  | Ferrari              | 1:05,092  | −         | 18         |
| 2        | Lewis Hamilton    | Mercedes             | 1:05,361  | +0,269    | 21         |
| 3        | Valtteri Bottas   | Mercedes             | 1:05,515  | +0,423    | 19         |
| 4        | Kimi Räikkönen    | Ferrari              | 1:05,611  | +0,519    | 19         |
| 5        | Max Verstappen    | Red Bull-TAG Heuer   | 1:05,784  | +0,692    | 24         |
| 6        | Daniel Ricciardo  | Red Bull-TAG Heuer   | 1:05,896  | +0,804    | 29         |
| 7        | Kevin Magnussen   | Haas-Ferrari         | 1:05,936  | +0,844    | 21         |
| 8        | Romain Grosjean   | Haas-Ferrari         | 1:06,015  | +0,923    | 22         |
| 9        | Danyiil Kvjat     | Toro Rosso-Renault   | 1:06,279  | +1,187    | 28         |
| 10       | Carlos Sainz Jr.  | Toro Rosso-Renault   | 1:06,284  | +1,192    | 19         |
| 11       | Esteban Ocon      | Force India-Mercedes | 1:06,374  | +1,282    | 26         |
| 12       | Nico Hülkenberg   | Renault              | 1:06,563  | +1,471    | 18         |
| 13       | Stoffel Vandoorne | McLaren-Honda        | 1:06,578  | +1,486    | 18         |
| 14       | Jolyon Palmer     | Renault              | 1:06,595  | +1,503    | 22         |
| 15       | Fernando Alonso   | McLaren-Honda        | 1:06,599  | +1,507    | 20         |
| 16       | Lance Stroll      | Williams-Mercedes    | 1:06,776  | +1,684    | 22         |
| 17       | Felipe Massa      | Williams-Mercedes    | 1:06,865  | +1,773    | 24         |
| 18       | Sergio Pérez      | Force India-Mercedes | 1:06,875  | +1,783    | 28         |
| 19       | Marcus Ericsson   | Sauber-Ferrari       | 1:07,378  | +2,286    | 21         |
| 20       | Pascal Wehrlein   | Sauber-Ferrari       | 1:07,468  | +2,376    | 25         |

## Időmérő edzés
Az osztrák nagydíj időmérő edzését július 8-án, szombaton futották.
| helyezés              | rajtszám | versenyző         | csapat/motor         | 1. rész  | 2. rész    | 3. rész  | rajthely   | futott kör |
| --------------------- | -------- | ----------------- | -------------------- | -------- | ---------- | -------- | ---------- | ---------- |
| 1                     | 77       | Valtteri Bottas   | Mercedes             | 1:05,760 | 1:04,316   | 1:04,251 | 1          | 18         |
| 2                     | 5        | Sebastian Vettel  | Ferrari              | 1:05,585 | 1:04,772   | 1:04,293 | 2          | 17         |
| 3                     | 44       | Lewis Hamilton    | Mercedes             | 1:05,064 | 1:04,800   | 1:04,424 | 8[1]       | 17         |
| 4                     | 7        | Kimi Räikkönen    | Ferrari              | 1:05,148 | 1:05,004   | 1:04,779 | 3          | 17         |
| 5                     | 3        | Daniel Ricciardo  | Red Bull-TAG Heuer   | 1:05,854 | 1:05,161   | 1:04,896 | 4          | 22         |
| 6                     | 33       | Max Verstappen    | Red Bull-TAG Heuer   | 1:05,779 | 1:04,948   | 1:04,983 | 5          | 16         |
| 7                     | 8        | Romain Grosjean   | Haas-Ferrari         | 1:05,902 | 1:05,319   | 1:05,480 | 6          | 30         |
| 8                     | 11       | Sergio Pérez      | Force India-Mercedes | 1:05,975 | 1:05,435   | 1:05,605 | 7          | 21         |
| 9                     | 31       | Esteban Ocon      | Force India-Mercedes | 1:06,033 | 1:05,550   | 1:05,674 | 9          | 22         |
| 10                    | 55       | Carlos Sainz Jr.  | Toro Rosso-Renault   | 1:05,675 | 1:05,544   | 1:05,726 | 10         | 23         |
| 11                    | 27       | Nico Hülkenberg   | Renault              | 1:06,174 | 1:05,597   |          | 11         | 16         |
| 12                    | 14       | Fernando Alonso   | McLaren-Honda        | 1:06,158 | 1:05,602   |          | 12         | 14         |
| 13                    | 2        | Stoffel Vandoorne | McLaren-Honda        | 1:06,316 | 1:05,741   |          | 13         | 14         |
| 14                    | 26       | Danyiil Kvjat     | Toro Rosso-Renault   | 1:05,990 | 1:05,884   |          | 14         | 16         |
| 15                    | 20       | Kevin Magnussen   | Haas-Ferrari         | 1:06,143 | idő nélkül |          | 15         | 6          |
| 16                    | 30       | Jolyon Palmer     | Renault              | 1:06,345 |            |          | 16         | 10         |
| 17                    | 19       | Felipe Massa      | Williams-Mercedes    | 1:06,534 |            |          | 17         | 8          |
| 18                    | 18       | Lance Stroll      | Williams-Mercedes    | 1:06,608 |            |          | 18         | 11         |
| 19                    | 9        | Marcus Ericsson   | Sauber-Ferrari       | 1:06,857 |            |          | 19         | 12         |
| 20                    | 94       | Pascal Wehrlein   | Sauber-Ferrari       | 1:07,011 |            |          | boxutca[2] | 11         |
| 107%-os idő: 1:09,618 |          |                   |                      |          |            |          |            |            |

Megjegyzés:
- ↑ 1:  — Lewis Hamilton autójában sebességváltót kellett cserélni, ezért 5 rajthelyes büntetést kapott.[3]
- ↑ 2:  — Pascal Wehrlein autójában a futam előtt turbófeltöltőt kellett cserélni, ezzel pedig megszegték a parc fermé szabályait, ezért a boxutcából kellett rajtolnia.[4]

## Futam
Az osztrák nagydíj futama július 9-én, vasárnap rajtolt.
| helyezés | rajtszám | versenyző         | csapat/motor         | futott kör | idő/kiesés oka   | rajthely | abroncs | pont |
| -------- | -------- | ----------------- | -------------------- | ---------- | ---------------- | -------- | ------- | ---- |
| 1        | 77       | Valtteri Bottas   | Mercedes             | 71         | 1:21:48,523      | 1        |         | 25   |
| 2        | 5        | Sebastian Vettel  | Ferrari              | 71         | +0,658           | 2        |         | 18   |
| 3        | 3        | Daniel Ricciardo  | Red Bull-TAG Heuer   | 71         | +6,012           | 4        |         | 15   |
| 4        | 44       | Lewis Hamilton    | Mercedes             | 71         | +7,430           | 8        |         | 12   |
| 5        | 7        | Kimi Räikkönen    | Ferrari              | 71         | +20,370          | 3        |         | 10   |
| 6        | 8        | Romain Grosjean   | Haas-Ferrari         | 71         | +1:13,160        | 6        |         | 8    |
| 7        | 11       | Sergio Pérez      | Force India-Mercedes | 70         | +1 kör           | 7        |         | 6    |
| 8        | 31       | Esteban Ocon      | Force India-Mercedes | 70         | +1 kör           | 9        |         | 4    |
| 9        | 19       | Felipe Massa      | Williams-Mercedes    | 70         | +1 kör           | 17       |         | 2    |
| 10       | 18       | Lance Stroll      | Williams-Mercedes    | 70         | +1 kör           | 18       |         | 1    |
| 11       | 30       | Jolyon Palmer     | Renault              | 70         | +1 kör           | 16       |         |      |
| 12       | 2        | Stoffel Vandoorne | McLaren-Honda        | 70         | +1 kör           | 13       |         |      |
| 13       | 27       | Nico Hülkenberg   | Renault              | 70         | +1 kör           | 11       |         |      |
| 14       | 94       | Pascal Wehrlein   | Sauber-Ferrari       | 70         | +1 kör           | boxutca  |         |      |
| 15       | 9        | Marcus Ericsson   | Sauber-Ferrari       | 69         | +2 kör           | 19       |         |      |
| 16       | 26       | Danyiil Kvjat     | Toro Rosso-Renault   | 68         | +3 kör           | 14       |         |      |
| ki       | 55       | Carlos Sainz Jr.  | Toro Rosso-Renault   | 44         | erőforrás        | 10       |         |      |
| ki       | 20       | Kevin Magnussen   | Haas-Ferrari         | 29         | hidraulika       | 15       |         |      |
| ki       | 14       | Fernando Alonso   | McLaren-Honda        | 1          | baleseti sérülés | 12       |         |      |
| ki       | 33       | Max Verstappen    | Red Bull-TAG Heuer   | 0          | baleseti sérülés | 5        |         |      |

## A világbajnokság állása a verseny után
| H   | Versenyzők       | Pont | H   | Konstruktőrök        | Pont |
| --- | ---------------- | ---- | --- | -------------------- | ---- |
| 1.  | Sebastian Vettel | 171  | 1.  | Mercedes             | 287  |
| 2.  | Lewis Hamilton   | 151  | 2.  | Ferrari              | 254  |
| 3.  | Valtteri Bottas  | 136  | 3.  | Red Bull-TAG Heuer   | 152  |
| 4.  | Daniel Ricciardo | 107  | 4.  | Force India-Mercedes | 89   |
| 5.  | Kimi Räikkönen   | 83   | 5.  | Williams-Mercedes    | 40   |
| 6.  | Sergio Pérez     | 50   | 6.  | Toro Rosso-Renault   | 33   |
| 7.  | Max Verstappen   | 45   | 7.  | Haas-Ferrari         | 29   |
| 8.  | Esteban Ocon     | 39   | 8.  | Renault              | 18   |
| 9.  | Carlos Sainz Jr. | 29   | 9.  | Sauber-Ferrari       | 5    |
| 10. | Felipe Massa     | 22   | 10. | McLaren-Honda        | 2    |

(A teljes táblázat)

## Statisztikák
- Vezető helyen:
  - Valtteri Bottas: 69 kör (1-41 és 44-71)
  - Kimi Räikkönen: 2 kör (42-43)
- Valtteri Bottas 2. pole-pozíciója és 2. futamgyőzelme.
- Lewis Hamilton 36. versenyben futott leggyorsabb köre.
- A Mercedes 69. futamgyőzelme.
- Valtteri Bottas 15., Sebastian Vettel 93., Daniel Ricciardo 23. dobogós helyezése.